# Zorns spelmanstävling i Mora 1907
Zorns spelmanstävling i Mora 1907 anordnades av Anders Zorn som en uppföljning av tävlingarna i Gesunda 1906. Både deltagarantal och publik var större än 1906, men nyhetsvärdet hade svalnat något, eftersom liknande tävlingar hölls på många håll under året. Unikt var dock att i Mora var det även tävlingar för hornblåsare.

## Förspel
Liksom 1906 var det klasser för hornblåsare och fiolspelare, men tävlingarna hölls på Sandängarna i norra Mora, vid stranden till Orsasjön. Dit var det lättare att ta sig för publik, tävlande och domare, och det fanns plats för fler åskådare. Dessutom hade man byggt ett domarpodium med plats för uppspelande, så att de tävlande lättare kunde ses. Domare var återigen Anders Zorn, Nils Andersson och Janne Romson (nu rektor vid Mora folkhögskola) samt, som musiksakkunniga, tonsättaren Hugo Alfvén och Anders Jobs, musikdirektör från Leksand.

## Tävlingen 1907[1]
Den 16 juni 1907, söndagen före midsommar, inleddes tävlingarna kl. 13. Enligt tidningsuppgifter uppgick åskådarantalet till ett par tusen, och alla uthyrningsrum i Mora var upptagna. Hugo Alfvén berättar i sina memoarer att varje deltagare fick spela tre eller fyra låtar, och domarna kunde avbryta om de ansåg att låten var för modern. Inte att undra på då att många deltagare blev nervösa.
Först ut var hornblåsarna, 14 stycken, som fick spela upp i en tallbacke, för att i någon mån efterlikna en naturlig akustik. Kullen var inhägnad av ett staket i ett försök att hålla åskådarna på lite avstånd. Arrangörerna hade ställt en spann vatten vid spelplatsen för deltagarna att väta sina horn i, och därmed underlätta tonbildningen. Först ut var Bullermor från Gagnef, och därefter följde fjolårsvinnaren Nörstmo Halvar från Malung. Yngsta deltagare var Ryss Anna från Sollerön, med sina 29 år en generation yngre än de andra. Även Gädd Lars från Mockfjärd och Reser Anna från Sollerön deltog.

Deltagare vid spelmanstävlingen i Mora 1907

Därefter vidtog fiolspelet på tribunen vid Sandängarnas mitt. 38 spelmän var anmälda, samt en på spelpipa (Sväs Anders Ersson från Evertsberg), och uppspelningarna pågick till framåt kl. 18. Goda insatser gjordes av Troskari Erik från Malung, Lars Orre från Älvdalen, Anders Frisell från Mockfjärd, Blecko Anders från Orsa, Höök Olle från Rättvik och Gössa Anders från Orsa. Andra deltagare var Sven Anders Ersson och Anders Andersson från Älvdalen, Sjungar Lars Larsson och Lars Samuelsson från Lima.

Hornblåsare 1907

Vid åttatiden annonserades resultaten och priser delades ut:

### Hornblåsning
| Pris       | Plats                                 | Summa      |
| ---------- | ------------------------------------- | ---------- |
| 1:a pris   | Tommos Kerstin Andersdotter, Älvdalen | 50 kronor. |
| 2:a pris   | Nöstmo Halvar Halvarsson, Malung      | 30 kronor. |
| 3:e pris   | Ris Kerstin Persson, Rättvik          | 20 kronor. |
| Extra pris | Ryss Anna Olsson, Sollerön            | 10 kronor. |
| Extra pris | Alla övriga tävlande                  | 5 kronor.  |

### Fiolspel
| Pris       | Plats                                                      | Summa      |
| ---------- | ---------------------------------------------------------- | ---------- |
| 1:a pris   | Anders Frisell, Mockfjärd                                  | 50 kronor. |
| 2:a pris   | Gössa Anders Andersson, Orsa                               | 30 kronor. |
| 3:e pris   | Lars Orre, Älvdalen                                        | 20 kronor. |
| Hederspris | Höök Olof Andersson, Rättvik                               | 50 kronor. |
| Hederspris | Hol Anders Andersson, Rättvik                              | 30 kronor. |
| Hederspris | Timas Hans Hansson, Ore                                    | 20 kronor. |
| Extra pris | Blecko Anders Olsson, Orsa                                 | 10 kronor. |
| Extra pris | Troskari Erik Person, Malung                               | 10 kronor. |
| Extra pris | Isak Anders Persson, Älvdalen                              | 10 kronor. |
| Extra pris | Anders Diamant, Ore (bror till Timas Hans)                 | 10 kronor. |
| Extra pris | Sparf Anders Andersson, Rättvik                            | 10 kronor. |
| Extra pris | Kings Selma Olsson, Mora (yngsta deltagare med sina 16 år) | 10 kronor. |
| Extra pris | Alla övriga tävlande                                       | 5 kronor.  |